# John D. Fredericks

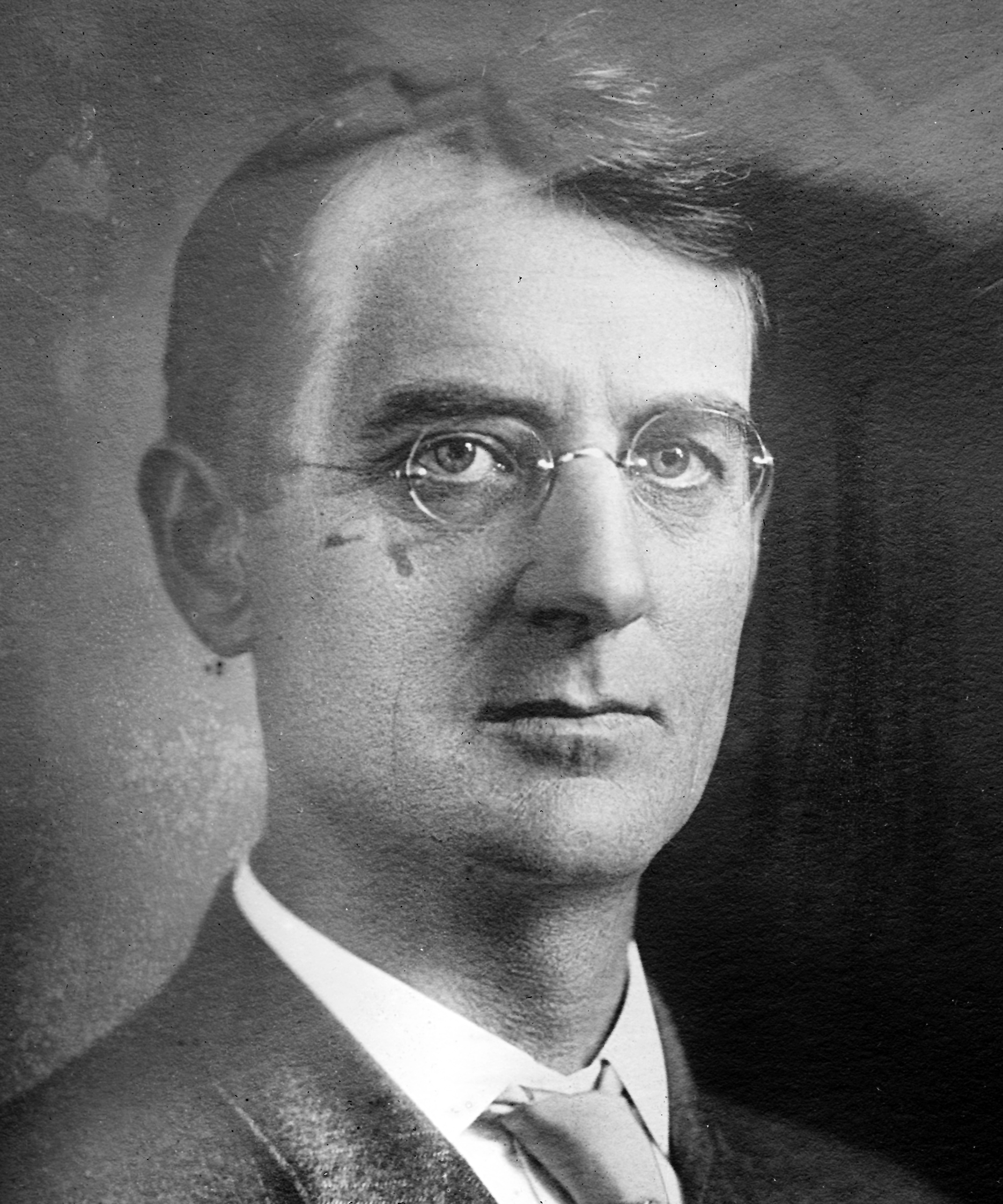
John D. Fredericks

John Donnan Fredericks (* 10. September 1869 in Burgettstown, Washington County, Pennsylvania; † 26. August 1945 in Los Angeles, Kalifornien) war ein US-amerikanischer Politiker. Zwischen 1923 und 1927 vertrat er den Bundesstaat Kalifornien im US-Repräsentantenhaus.

## Werdegang
John Fredericks besuchte die öffentlichen Schulen seiner Heimat und danach das Washington and Jefferson College in Washington (Pennsylvania). Nach einem anschließenden Jurastudium und seiner 1896 erfolgten Zulassung als Rechtsanwalt begann er in Los Angeles in diesem Beruf zu arbeiten. Während des Spanisch-Amerikanischen Krieges von 1898 war er Adjutant in einer Infanterieeinheit aus Kalifornien. Von 1903 bis 1915 amtierte Fredericks als Bezirksstaatsanwalt im Los Angeles County. Gleichzeitig schlug er als Mitglied der Republikanischen Partei eine politische Laufbahn ein. Im Jahr 1915 kandidierte er erfolglos für das Amt des Gouverneurs von Kalifornien.
Nach dem Tod des Abgeordneten Henry Z. Osborne wurde Fredericks bei der fälligen Nachwahl für den zehnten Sitz von Kalifornien als dessen Nachfolger in das US-Repräsentantenhaus in Washington, D.C. gewählt, wo er am 1. Mai 1923 sein neues Mandat antrat. Nach einer Wiederwahl konnte er bis zum 3. März 1927 im Kongress verbleiben. 1926 verzichtete Fredericks auf eine weitere Kandidatur. Nach dem Ende seiner Zeit im US-Repräsentantenhaus praktizierte er wieder als Anwalt in Los Angeles, wo er am 26. August 1945 starb.